# Milbertshofen (metrostation)
Milbertshofen is een metrostation in de wijk Milbertshofen van de Duitse stad München. Het station werd geopend op 20 november 1993 en wordt bediend door lijn U2 van de metro van München.